# Araschnia fallax
Araschnia fallax är en fjärilsart som beskrevs av Oliver Erichson Janson 1878. Araschnia fallax ingår i släktet Araschnia och familjen praktfjärilar. Inga underarter finns listade i Catalogue of Life.